# Montfiquet
Montfiquet är en kommun i departementet Calvados i regionen Normandie i norra Frankrike. Kommunen ligger i kantonen Balleroy som ligger i arrondissementet Bayeux. År 2022 hade Montfiquet 85 invånare.

## Befolkningsutveckling
Antalet invånare i kommunen Montfiquet
Referens:INSEE